# 三重県道70号賀田港中山線
三重県道70号賀田港中山線（みえけんどう70ごう かたこうなかやません）は、三重県尾鷲市内を走る県道（主要地方道）である。

## 概要

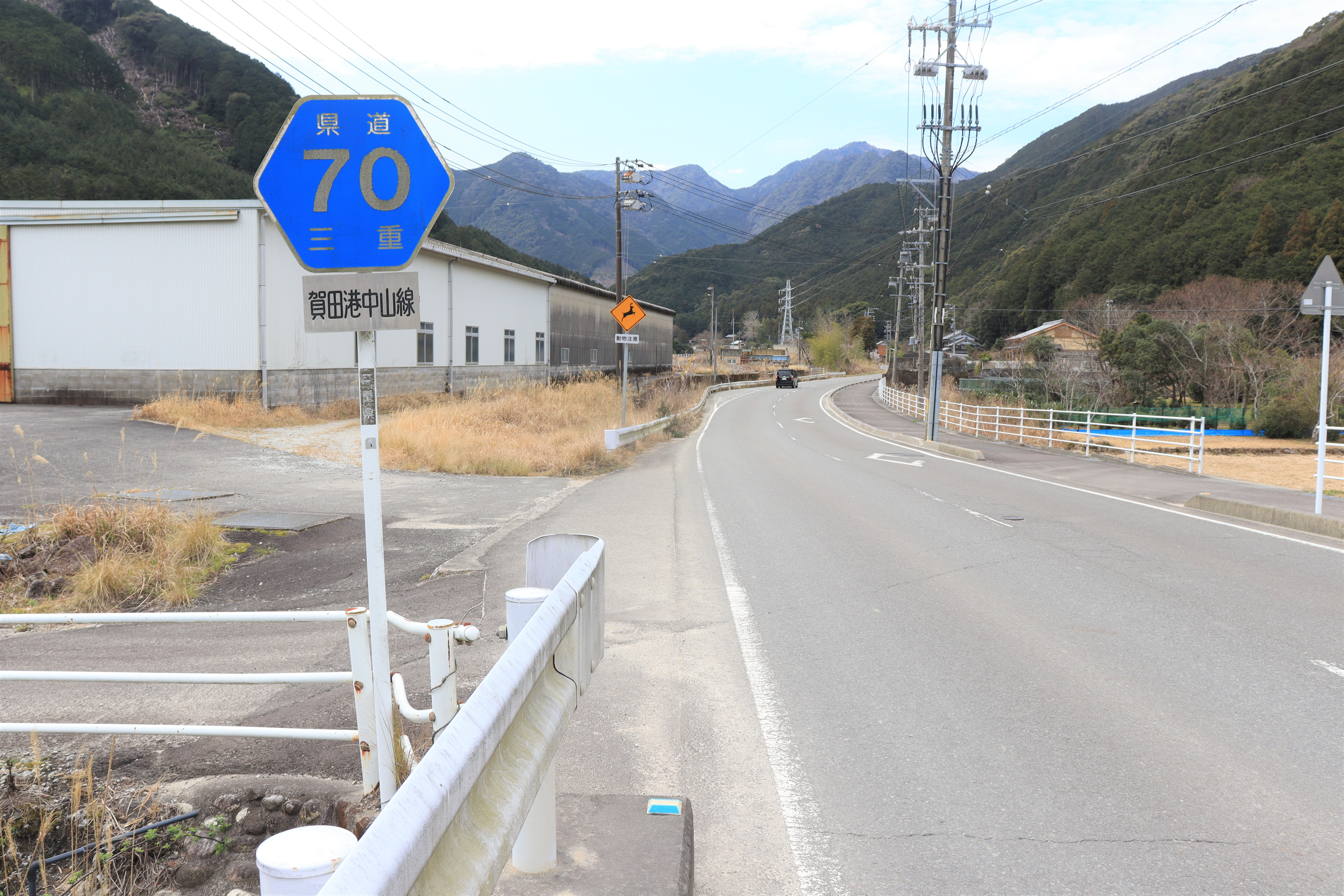
三重県道70号賀田港中山線、尾鷲市賀田町にて

路線はほぼ全線にわたって古川に沿っている。

### 路線データ
- 起点 : 賀田港
- 終点 : 三重県尾鷲市賀田町字中山
- 総延長 : 7,508m

## 歴史
- 1993年（平成5年）5月11日 - 建設省から、県道賀田港中山線が賀田港中山線として主要地方道に指定される[1]。

## 地理

### 通過する自治体
- 尾鷲市

### 交差する道路
- 国道311号（起点・尾鷲市賀田町）
- 熊野尾鷲道路 賀田IC（尾鷲市賀田町）
- 国道42号（終点・尾鷲市賀田町）

### 沿線にある施設など

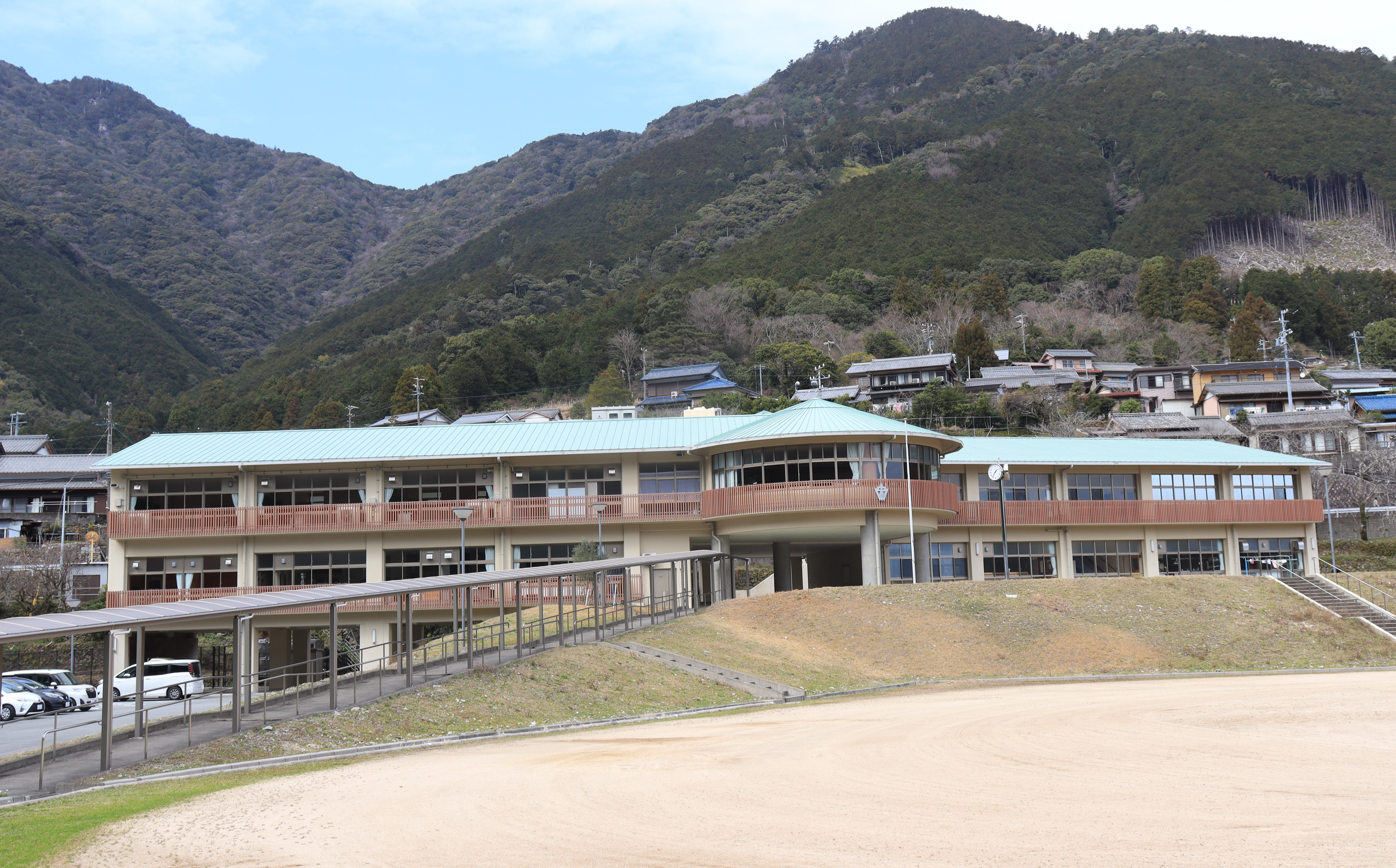
沿線にある尾鷲市立輪内中学校、尾鷲市賀田町にて

- 賀田港
- 尾鷲市立輪内中学校
- 中部電力パワーグリッド 賀田変電所